# Vasorrú bába
A vasorrú bába egy olyan, a boszorkányhoz hasonló lény, akinek vasból van az orra. A népmesékben a leggonoszabb, és ijesztgeti a gyerekeket és a felnőtteket. 
A népmesei vizsgálatok szerint nem csupán a rémisztő külsőt szolgálja az, hogy milyen a külseje a vasorrú bábának, ismerjük, ugyanis legközelebbi nyelvrokonaink, az obi-ugorok időről időre áldozatot mutattak be szellemeiknek: arcukat, szájukat, orrukat bekenték vérrel, hússal, zsírral stb. Hogy az arc ne korhadjon hamar, a báb kiemelkedő orrú faarcát fémlappal fedték (cink, ólom, bádog, réz vagy ezüst).
A sámánhitű népek az elhunyt ősök tiszteletére bábut faragtak a halottaik lelkének lakhelyéül.
A vasorrú bába alakja közkedvelt a modern orosz meseírók által (baba-jaga), valamint az 1990-es évektől megtalálható – az "orosz fantasykben" is. A vasorrú bába (Баба-Яга) főként Andrej Beljanin könyveiben jelenik meg a "Borsó cár titok szolgálata" körben stb. A vasorrú bába gyermek- és fiatalkorát elsőként A. Aliverdiev "Patak" című meséjében írta le ("Lukomorie").
Egy újabb elmélet szerint a Vasorrú (Székelyföldön és Csángóföldön: Vasfogú) Bába eredetileg egyszerűen a kaparást végző, gyermekeltevő bábát (szülésznőt) jelenti, ebben a jelentésben a szó ma is él a Bákó megyei Klézsén. A jelentés kései felbukkanását a tanulmány szerzője azzal magyarázza, hogy mindig is tiltás alá esett a gyermek eltevése, az arról való beszéd büntetést hozott magával. 
A Vasorrú vagy Vasfogú Bábá-s mesék szimbolisztikája értelmezhető ezen a primordiális jelentésen keresztül, és áll ez a kelet-európai mitológiák hasonló teremtményeire is, pl. a keleti, északi szláv Baba Jaga, román Baba Cloanta stb. Például a vasorr a kampót jelenti, mellyel a méhbe benyúlnak (oldalból nézve), a vasfog ugyanez szemközti nézetből (vö. délszláv Gvozdenzuba). A Vasorrú Bába a fogaival rágja magát keresztül azon a sűrű erdőn, amely a menekülő fiatalok által hátradobott vakaróból (lóvakaró keféből) keletkezett:  a nő fanszőzetén kell keresztülhatolni, hogy el lehessen jutni a magzathoz, hogy el lehessen tüntetni.  A tanulmány figyelmeztet arra, hogy Baba Jaga:
- ellopja a gyermeket és megeszi
- egy lelkekkel teli kádja van: meg nem született, születéstől visszatartott magzatok lelke
- csőrével eszi az embereket, mint a madár: (élő vagy halott) magzatot fel kell darabolni, ki kell tépni, mielőtt kivennék a méhből
- készíti a forró vizet, hogy megfőzze benne a gyermeket (a csodálatos hattyúliba meséje): forró vizes magzatelhajtási módszer
- őrzi az élet- és halálvizet (MNL élet- és halálvize): magzatvíz.

A Vasorrú Bába férfi párja a Rézfaszú Bagoly (’gyermekek ijesztgetésére kitalált félelmetes mesebeli lény; rézbagoly’): a bagolynak nevezett tudósorvos, akinek jellemzője, hogy van egy rézszerszáma (képletesen fasza), amivel a nő nemi szervében vájkál, tőle „azért kell félni, mert megreszel”.
A Jászság általánosan ismert ijesztő alakja a rézfaszú bagoly vagy réztökü bagó volt. „Majd gyün érted a rézfaszú bagó, azt elvisz!" 